# Roclenge-sur-Geer
Roclenge-sur-Geer (nld. Rukkelingen-aan-de-Jeker, wa. Roclindje-so-Djer, lim. Rukkelinge-aan-de-Jeker) – dzielnica (section) gminy Bassenge w Belgii, w Regionie Walońskim, w prowincji Liège, w okręgu Liège. 1 stycznia 2020 roku liczyła 1195 mieszkańców. Do 31 grudnia 1976 r. samodzielna gmina. Leży nad rzeką Jeker.

## Demografia
Liczba mieszkańców, stan na 1 stycznia:
| Rok                | 1930 | 1947 | 1961 | 2020 |
| ------------------ | ---- | ---- | ---- | ---- |
| Liczba mieszkańców | 1053 | 965  | 907  | 1195 |